# ماهی حسگر
ماهی حسگر (نام علمی: Bathypterois longifilis) نام یک گونه از تیره ماهیان سه‌پای ژرفا است.